# سفارة المملكة المتحدة في النرويج
سفارة المملكة المتحدة في النرويج هي أرفع تمثيل دبلوماسي لدولة المملكة المتحدة لدى النرويج. تقع السفارة في أوسلو وهي تهدف لتعزيز المصالح البريطانية في النرويج.

## معرض صور

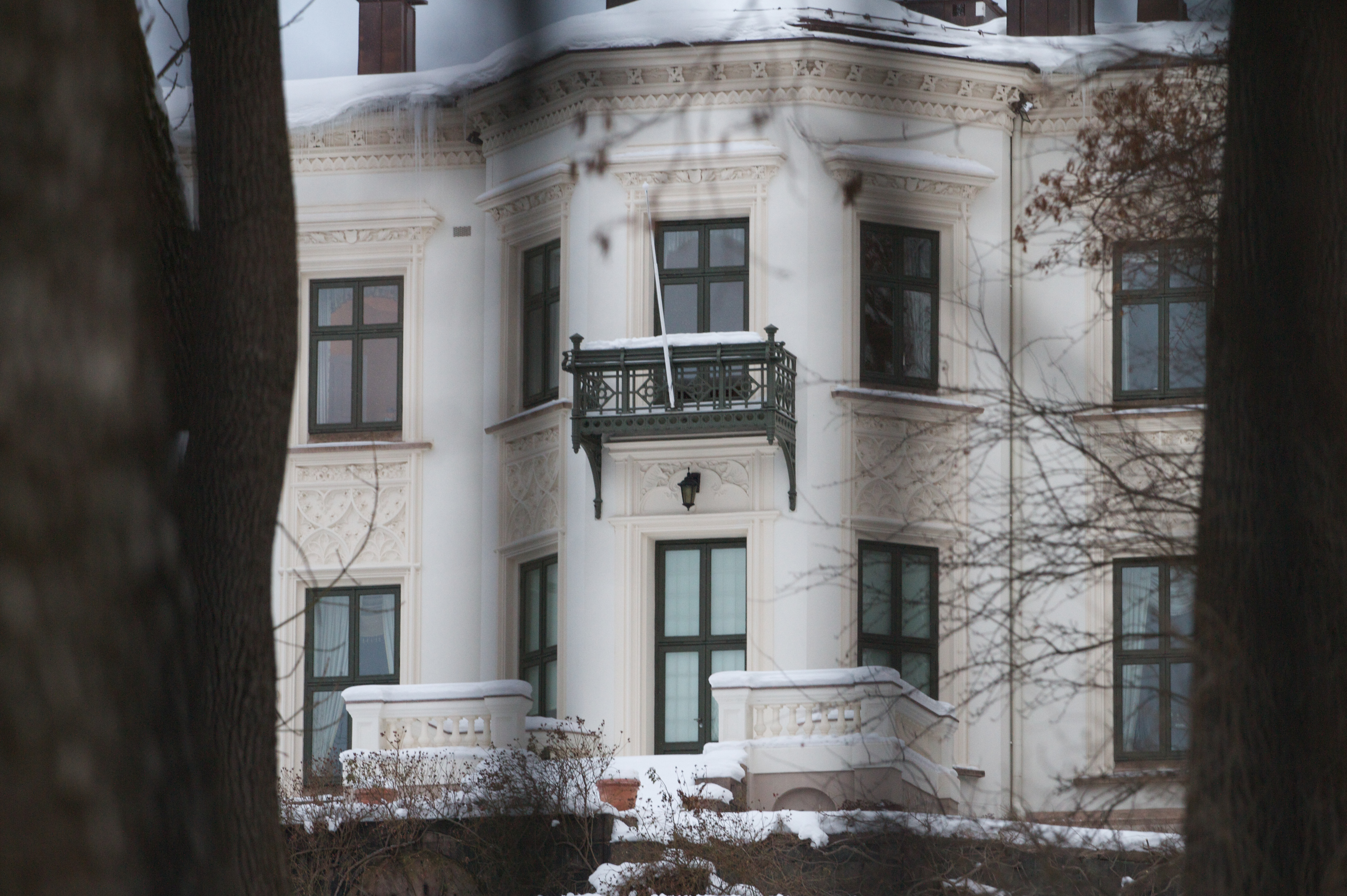
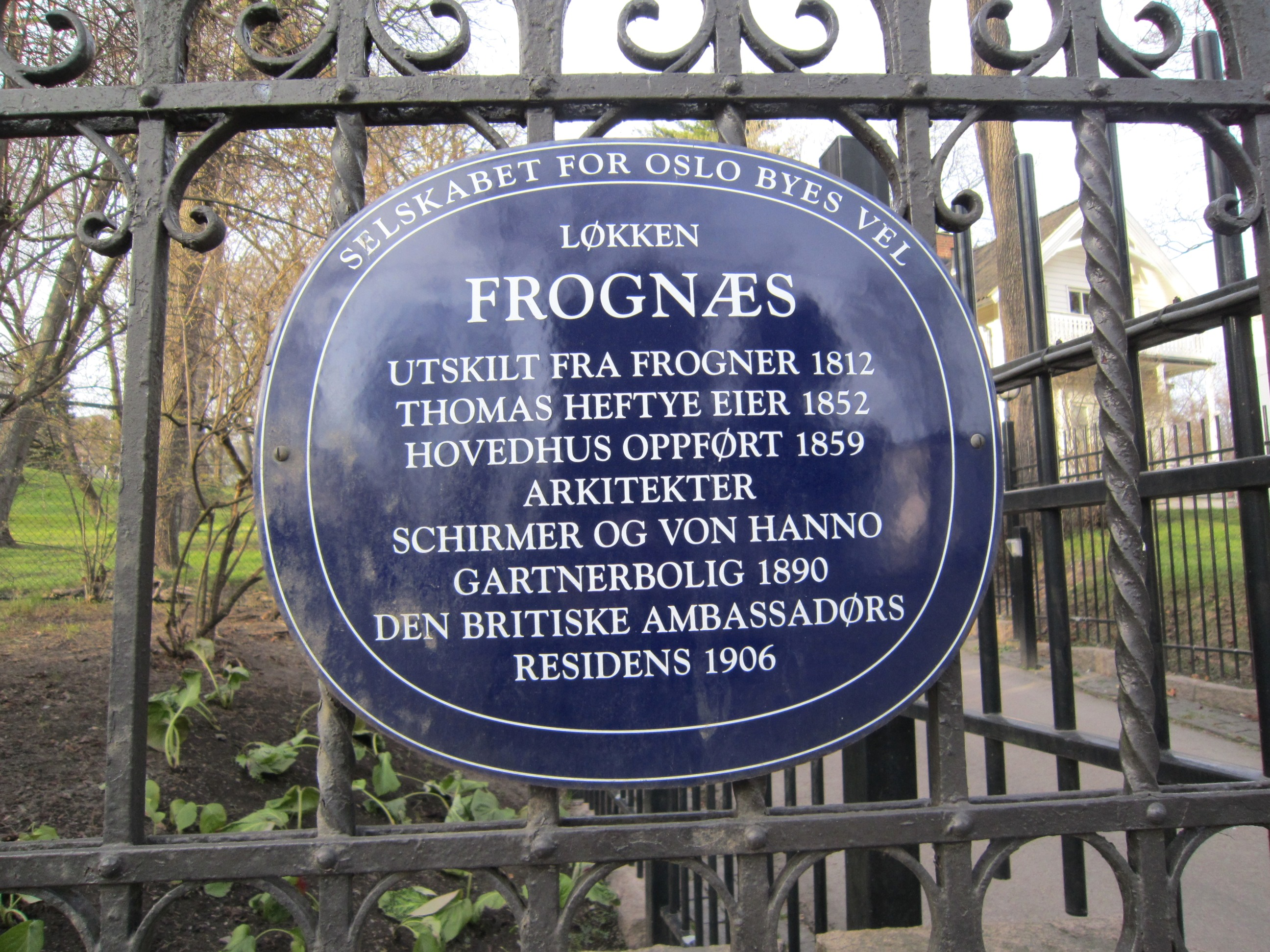
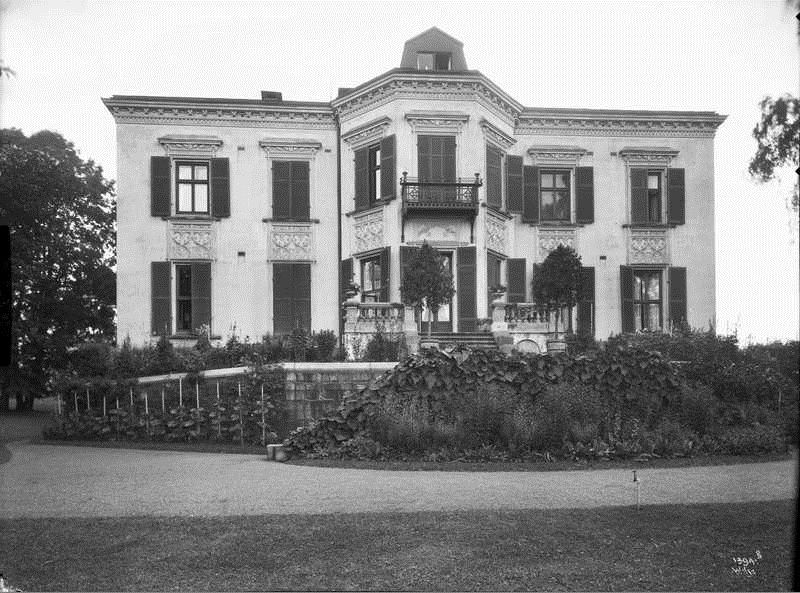

## وصلات خارجية
- الموقع الرسمي
- قائمة سفارات المملكة المتحدة
- قائمة السفارات في النرويج